# العمارة (محافظة ميسان)
العمارة مدينة عراقية ومركز محافظة ميسان تبعد حوالي 320 كيلومتراً إلى الجنوب الشرقي من العاصمة بغداد كما تبعد عن البصرة حوالي 180 كيلومتراً. تقع المدينة على ضفاف نهر دجلة، وتبعد حوالي 50 كم عن الحدود الإيرانية-العراقية، وبضعة كيلومترات عن منطقة الأهوار وتبعد عن مدينة قلعة سكر ب 100 كم شرقا. يقدر عدد سكانها بنحو 550 ألف نسمة عام 2014 اما سكان القضاء قضاء العمارة حوالي 625 الف نسمة. وهي ذات غالبية مسلمة كما كانت سابقاً مركزا هاماً لتواجد الصابئة واليهود في العراق.

## التسمية
هناك ثلاثة آراء حول التسمية:-
الرأي الأول: أن التسمية ترجع إلى عام (665) للهجرة أي بعد استيلاء العثمانيين على العراق بثلاث سنين (وهي أن خليطا من العشائر اجتمع وسكن بهذا المحل ومثل هذا الخليط يطلق عليه في اللغة الدارجة حينذاك اسم (عمارة).
الرأي الثاني:
ويرجع بالتسمية إلى إلى أوائل العهد العباسي نسبة إلى (عمارة بن الحمزة) عامل أبو جعفر المنصور، وهو الرأي الذي رجحه المؤرخ مصطفى جواد.
الرأي الثالث:
أن هذا الاسم يطلق على نهر دجلة اعتبارا من صدر نهر الغراف حتى ملتقاه في نهر الفرات وسبب هذه التسمية أن الحكومة العثمانية أنشأت عمارة في المحل الذي بني فيه مركز لواء الكوت الحالي لتكون هذه العمارة مرجعاً رسمياً للعشائر الساكنة بهذا الطرف لبعدها عن مركزي ولايتي بغداد والبصرة ولهذا سمي الكوت بكوت العمارة.
وهناك رأي يقول وهو أنها سميت (العمارة) نسبة إلى العشيرة التي كانت تسكن منطقة أبو حلانه والعوفيه وهم عشيرة الفريجات وكان شيخ العشيرة في العام 1214م الموافق 665 هجري هو الشيخ عماره العذاري من ربيعة العدنانية وعندما دخلت القوات العثمانية المنطقة سألت عن السكان المستوطنين هذه الديار قيل لهم عشيرة الشيخ عمارة العذاري وكان الجنود قد عسكروا في تلك المنطقة ليتخذوا منها مركز تموين للقوات الزاحفة باتجاه البصرة وأطلقوا على معسكرهم (معسكر عمارة).

## التاريخ

### التأسيس

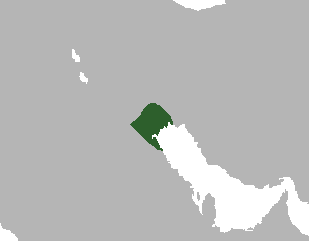
خريطة لمملكة ميسان

تشير أغلب المصادر إلى أن (ميسان) دويلة نشأت في جنوبي أرض بابل تحت حماية دولة السلوقيين(311 ق. م ـ 247 ق. م) عندما ضعف شأنهم في الفترة الواقعة بين عامي (223 ق. م ـ 187 ق. م) ولقد استقلت ثم تدرجت في سلم القوة وأصبحت دويلة مهمة.
حكمها ثلاثة وعشرون ملكاً ما يقارب ثلاثة قرون ونصف وبالتحديد ما بين عامي (129 ق. م ـ 225 ميلادي). ولقد أدت دوراً بارزاً في الأحداث السياسية والاقتصادية في العراق خلال الفترة من منتصف القرن الثاني قبل الميلاد إلى الربع الأول من القرن الثالث للميلاد.
وميسان في الآرامية تعني (مياه المستنقعات) (مي آسن). وفي ميسان يقع قبر النبي العزير وهو مقدس لدى اليهود والمسلمين. وكذلك ضريح الشريف عبيد الله بن علي بن أبي طالب، في منطقة قلعة صالح تحديداً. وقبر الشاعر الكميت بن زيد الأسدي وسميت ناحية كميت بهذا الاسم نسبه اليه.
ولقد فُتحت في عهد الخليفة الثاني عمر بن الخطاب على يد القائد العربي (عتبة بن غزوان المازني). وكانت حدودها تمتد بين واسط (الكوت) والبصرة، وكانت البصرة جزءاً منها وكذلك المذار والبطائع (الأهوار)، ونقل في تاريخها أنها مدينة واسعة كثيرة القرى والنخيل وكان المثل يضرب بخصوبتها.
وأما العمارة فان كانت عُمارة ـ بضم العين والمقصود بذلك (عمارة بن الحمزة) الذي عيُنه الخليفة العباسي أبو جعفر المنصور (136 هـ ـ 158 هـ) على كور دجلة الذي يشمل ميسان ودستميان وأبرقباذ وضمت له ولاية البصرة وما تبعها وحدود كور دجلة تنتهي بحدود واسط المقابلة لكسكر. وإن كانت عَمارة ـ بفتح العين ـ ومعناها التجمع العشائري إذ العَمرة والعَمارة. وإن كانت عِمارة ـ بكسر العين ـ ومعناها تسمية جديدة لبناء جديد ويضاف إليها (أل التعريف) لتثبيت المعنى وتحديده.
وقد ذكرت العمارة في مصنفين لأديبين قبل ما يقرب من أربعة قرون. وذكر اسم العمارة ونهر العمارة وكوت العمارة في عدة مؤلفات قديمة لا تقل عن الخمسة عشر بين مخطوط ومطبوع فيها العربي والتركي والفارسي والإيطالي والفرنسي والإنكليزي.
وورد اسم العمارة في الرحلات. وأقدم من وصلها الرحالة سباستياني في عام 1656م وفي رحلته يتحدث عن العمارة والمنصورية والمجر وقصر وربما كانت جزرا مسكونة حيث يتلاشى نهر دجلة، وفي الرحلة الثانية يتحدث عن العمارة كقرية تبعد عن بغداد ثلاثة أيام وفيها انكشاريون أنزلوه في دار الكمرك كان ذلك في 1658م. وأخيرا فان العمارة من أعمال الوالي العثماني محمد نامق باشا (1278 هـ - 1284 هـ)/ (1861 - 1867 م) الذي أنشأ معسكرا على نهر دجلة عرف (بالأوردي) أي الفيلق ثم توسع بعد ذلك فأصبح مدينة كبيرة يقال لها (العمارة) وقد تولى قيادة الفيلق القائممقام العسكري المقدم (حسين بك) ثم خلفه بعد ذلك (محمد باشا الديار بكرلي) الذي شيّد سوقا في المدينة أطلق عليه اسم الباشا، كما شيد بعض المباني الكافية لإيواء الجنود فتوافد على أثر هذه الحركة العمرانية كثير من الناس من أماكن متفرقة فشيّدت المباني التي أطلق عليها العمارة نسبة إلى العمران والأبنية التي بُنيت فيها وبقي الوضع مشمولاً بالحكم العسكري سنة كاملة هي سنة 1278 هـ / 1861م.
وفي نهاية سنة 1861م، صدرت الإدارة الشاهانية من إسطنبول بجعل العمارة مركز قضاء تابع لولاية البصرة وعينت وزارة الداخلية في الآستانة (عبد القادر الكولمندي) بوظيفة كاتب عشائر ولاية البصرة قائممقاما للعمارة الذي أنشأ محلة (القادرية) وأنشأ فيها المسجد الكبير والمنارة الموجودة فيه وقد أرّخ الشاعر البغدادي عبد الغفار الأخرس تاريخ تأسيس العمارة بقوله:
.
ويقصد بعبد القادر هو متصرف اللواء العثماني الذي عين فيها عام 1861م، ويقع سنجق العمارة على الشاطئ الشرقي من نهر دجلة وهو مكان فيه صفاء وفي المدينة دار الحكومة (السراي) وثكنة عسكرية ومكتب تلغراف ومركز كمركي ومبنى الإدارة النهرية ومدرسة رشدية ومائة وخمسون دكانا ومدرسة ابتدائية وثلاثة حمامات وألف منزل ما عدا بيوت القصب وسكانها الذين يبلغ تعدادهم من (8 - 9) آلاف شخص وفيها مقر الإدارة السنية وهي دائرة حكومية تتولى الأشراف على أملاك السلطان ويستغرق الإياب من مدينة البصرة إلى مدينة العمارة بطريق النهر (24 ساعة) ويستغرق الذهاب (12 ساعة) بسبب جريان الماء.
ومن ملحقاتها القائمقاميات ـ قلعة صالح والكحلاء ودويريج (الطيب والحلفاية).
كان مركز مملكة ميسان في القرن الأول قبل الميلاد يقع بالقرب من مدينة العمارة الحالية. وقد أوجدت المدينة الحديثة عام 1860 لتكون مركزاً للقوات العثمانية للسيطرة على تمرد قبيلتي بني لام والبو محمد وغيرها من العشائر البدوية ومحاولة توطينها في مناطق حضرية بعيدا عن البداوة.
يقول المؤرخ عباس العزاوي في كتابه «العراق بين احتلالين» أن العمارة من تشييد «الشيخ عبد القادر البراك» شيخ قبيلة بني لام
ولقد استولى البريطانيون على مدينة العمارة عام 1915 م قبل ثورة عام 1958 عرفت العمارة بنظامها الإقطاعي وبسيطرة شيوخ العشائر وامتلاكهم أراضي شاسعة ومجموعات مسلحة خاصة بهم.

### الحرب العالمية الأولى

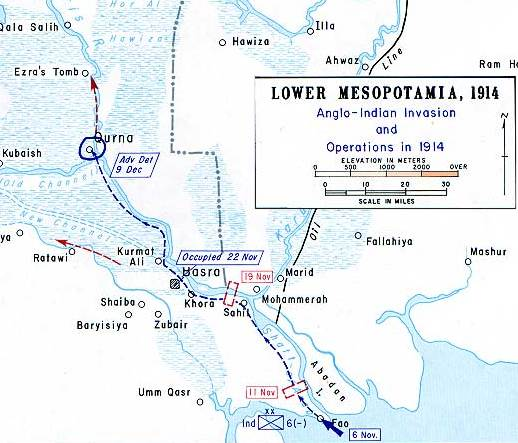
خريطة توضح زحف القوات البريطانية إلى مدينة العمارة

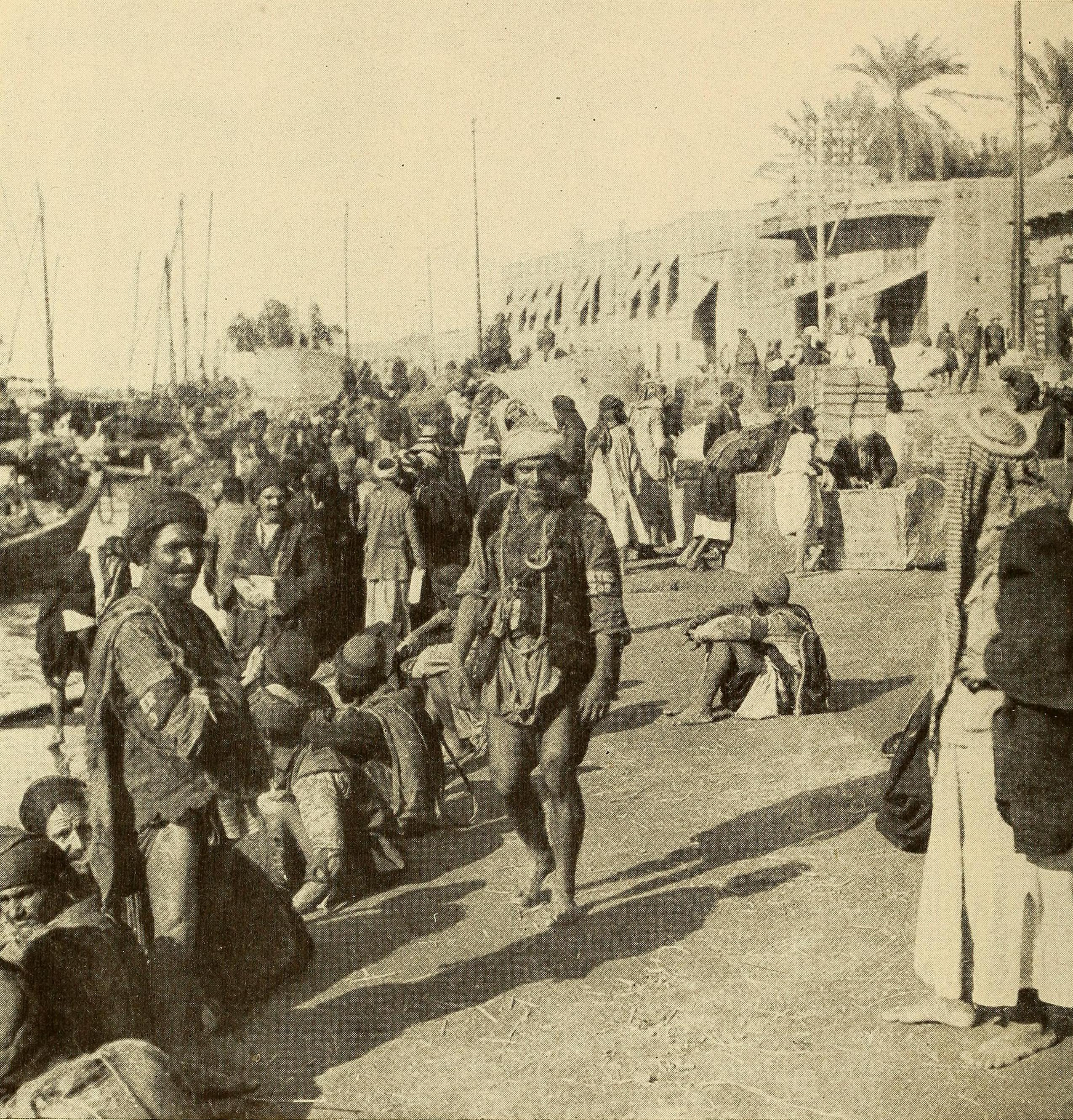
مدينة العمارة عام 1916م

### الانتفاضة الشعبانية

مجموعة من الثوار في العمارة

قبل احتلال العراق عام 2003 كانت مدينة العمارة والمناطق الريفية المجاورة في ميسان معروفة بأنها أكثر مناطق العراق معارضة لنظام صدام حسين ففي عام 1991م سيطرت مجموعة من الثوار على مدينة العمارة بعد اندلاع الانتفاضة الشعبانية حيث هاجم الثوار مراكز تواجد الحرس الجمهوري ومراكز حكومية وسيطروا على مراكز الشرطة أيضا لكن تراجعت الانتفاضة بسبب استخدام القوة العسكرية الكبيرة واستهداف المدن بصواريخ سكود واستخدام الطائرات الهليكوبتر لضرب المدنيين العُزّل وقد تم تهجير أغلب سكان الأهوار بعد فشل الانتفاضة وقام النظام بتجفيف الأهوار.

### حرب العراق
في عام 2003 بدأت قوات التحالف الدولي بقيادة الولايات المتحدة غزو العراق بمشاركة أكثر من 20 دولة أبرزها بريطانيا والولايات المتحدة حيث قسمت العراق إلى أقسام متعددة وكان القسم الجنوبي للقوات البريطانية والذي يشمل محافظة البصرة ومحافظة ميسان بعد سقوط بغداد انهارت قطعات الجيش المسؤولة عن العمارة دون مقاومة حيث دخلت المدينة في 9 أبريل 2003 بعدها بأشهر قليل استهدف رتل بريطاني أدى إلى مقتل العديد من الجنود بعدها حصلت معارك شوارع متقطعة في المدينة استمرت حتى عام 2008م.

### أحداث 2006
في 20 أكتوبر 2006 قامت عناصر من جيش المهدي بالسيطرة على مدينة العمارة. والهجوم على ثلاثة مراكز للشرطة العراقية مما أدى إلى مقتل العديد من الجنود بعد معارك عنيفة ومحاصرتها مركز شرطة العمارة وإشعال النار في المبنى بعد انسحاب القوات البريطانية من المدينة.

## التعليم
تقع جامعة ميسان في مدينة العمارة.

## الجغرافيا

### الموقع
العمارة هي مدينة عراقية والمركزي الإداري والسياسي لمحافظة ميسان جنوب العراق، تقع إلى الجنوب من العاصمة بغداد وتبعد عنها بحوالي 320 كم2، تحتل المدينة المركز الحادي عشر من حيث عدد السكان.

### المياه

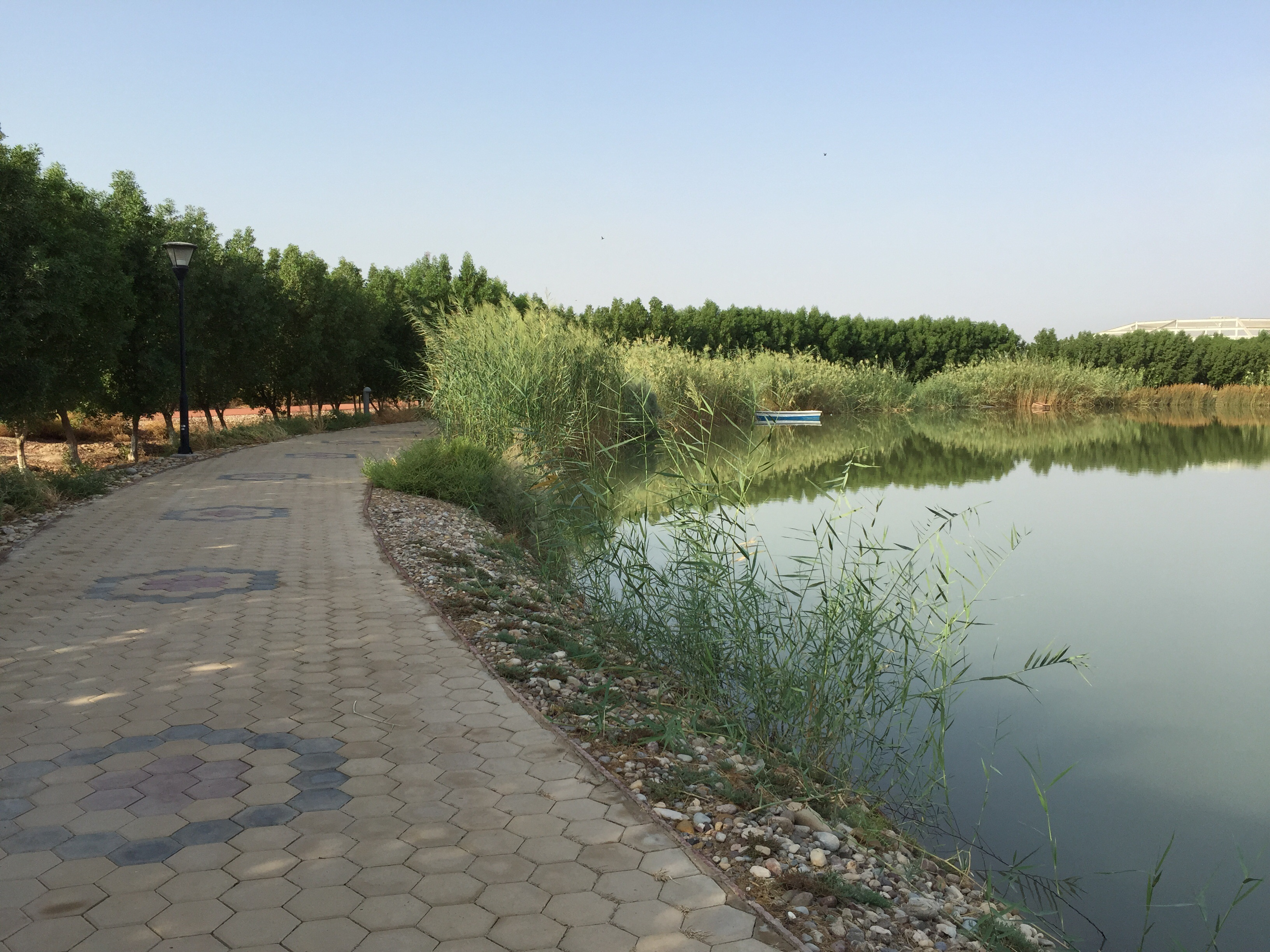
نهر دجلة في مدينة العمارة

يعتبر نهر دجلة المصدر الرئيسي للمياه في مدينة العمارة ومحافظة ميسان بشكل عام حيث يتفرع نهر دجلة فيها إلى ثلاث أنهار ليصب في الأهوار شرق المدينة.

### المناخ
| البيانات المناخية لـمدينة العمارة | البيانات المناخية لـمدينة العمارة | البيانات المناخية لـمدينة العمارة | البيانات المناخية لـمدينة العمارة | البيانات المناخية لـمدينة العمارة | البيانات المناخية لـمدينة العمارة | البيانات المناخية لـمدينة العمارة | البيانات المناخية لـمدينة العمارة | البيانات المناخية لـمدينة العمارة | البيانات المناخية لـمدينة العمارة | البيانات المناخية لـمدينة العمارة | البيانات المناخية لـمدينة العمارة | البيانات المناخية لـمدينة العمارة | البيانات المناخية لـمدينة العمارة |
| الشهر                             | يناير                             | فبراير                            | مارس                              | أبريل                             | مايو                              | يونيو                             | يوليو                             | أغسطس                             | سبتمبر                            | أكتوبر                            | نوفمبر                            | ديسمبر                            | المعدل السنوي                     |
| --------------------------------- | --------------------------------- | --------------------------------- | --------------------------------- | --------------------------------- | --------------------------------- | --------------------------------- | --------------------------------- | --------------------------------- | --------------------------------- | --------------------------------- | --------------------------------- | --------------------------------- | --------------------------------- |
| متوسط درجة الحرارة الكبرى °م (°ف) | 16 (60)                           | 19 (66)                           | 24 (75)                           | 31 (88)                           | 38 (100)                          | 41 (105)                          | 45 (113)                          | 44 (111)                          | 40 (104)                          | 35 (95)                           | 25 (77)                           | 18 (64)                           | 31 (88)                           |
| متوسط درجة الحرارة الصغرى °م (°ف) | 6 (43)                            | 8 (47)                            | 12 (54)                           | 17 (63)                           | 23 (74)                           | 27 (80)                           | 27 (81)                           | 27 (80)                           | 24 (75)                           | 19 (67)                           | 12 (54)                           | 9 (48)                            | 18 (64)                           |
| الهطول مم (إنش)                   | 23 (0.9)                          | 15 (0.6)                          | 20 (0.8)                          | 18 (0.7)                          | 7.6 (0.3)                         | 0 (0)                             | 0 (0)                             | 0 (0)                             | 0 (0)                             | 2.5 (0.1)                         | 13 (0.5)                          | 20 (0.8)                          | 119.1 (4.7)                       |
| المصدر: Weatherbase               |                                   |                                   |                                   |                                   |                                   |                                   |                                   |                                   |                                   |                                   |                                   |                                   |                                   |

## الرياضة
تحتوي ميسان على عدة أندية منها نادي نفط ميسان يلعب في الدوري العراقي الممتاز، ويوجد نادي ميسان يلعب في الدرجة الأولى للدوري العراقي الممتاز، وفي مركز المدينة يوجد مبنى فخم لملعب ميسان الأولمبي، ولقد تخرج من مدينة العمارة العديد من الأجيال الرياضية وخاصة في مجال لعبة كرة القدم.

## معالم العمارة
4. الأهوار:
- تقع منطقة الأهوار على بعد بضعة كيلومترات من مدينة العمارة، وهي من أهمّ المناطق الطبيعية في العراق.
- تُعدّ الأهوار موطنًا للعديد من أنواع النباتات والحيوانات النادرة.
- كما تُعدّ وجهةً سياحيةً جاذبةً، حيث يمكن للزوار الاستمتاع برحلةٍ على متن قاربٍ في الأهوار ومشاهدة المناظر الطبيعية الخلابة.

5. تلّونة:
- تقع تلّونة على بعد 20 كيلومترًا من مدينة العمارة، وهي من أهمّ المواقع الأثرية في العراق.
- كانت تلّونة مدينةً مأهولةً بالسكان في العصور القديمة، وكانت مركزًا هامًا للتجارة والثقافة.
- تضمّ تلّونة العديد من المعالم الأثرية، مثل المعابد والقصور والمقابر ومساجد .

## معرض صور

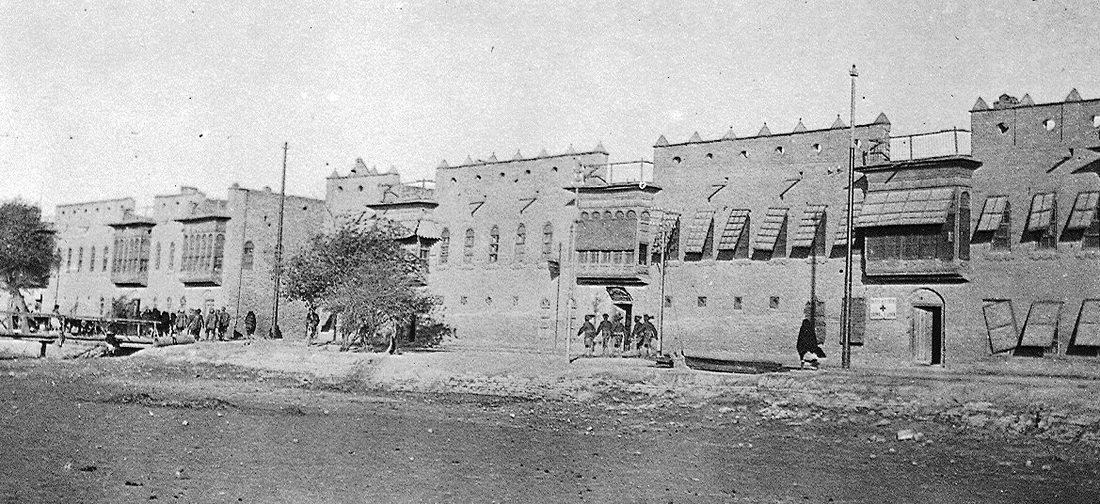
مدينة العمارة سنة 1916
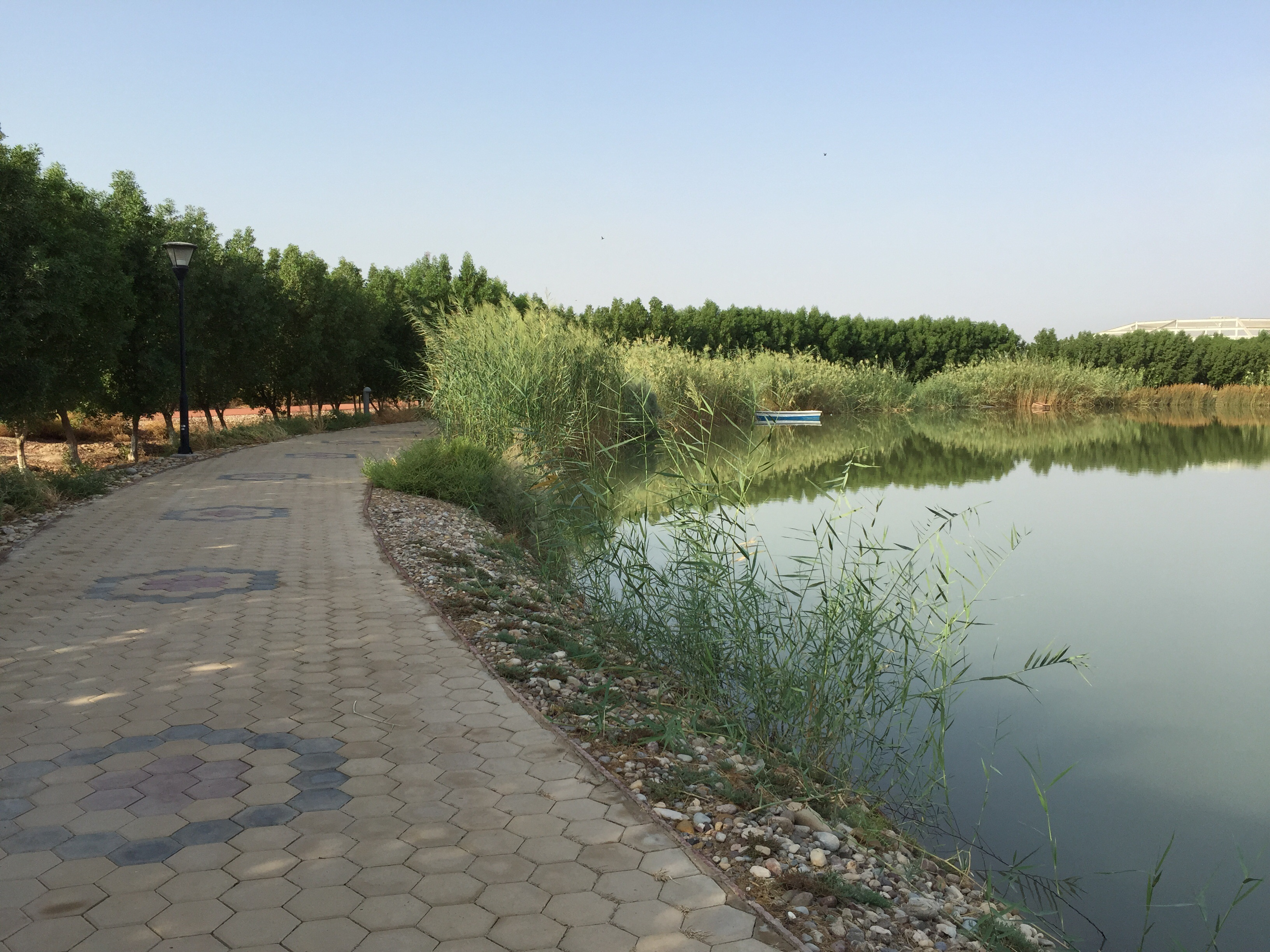
نهر دجلة بالقرب من العمارة
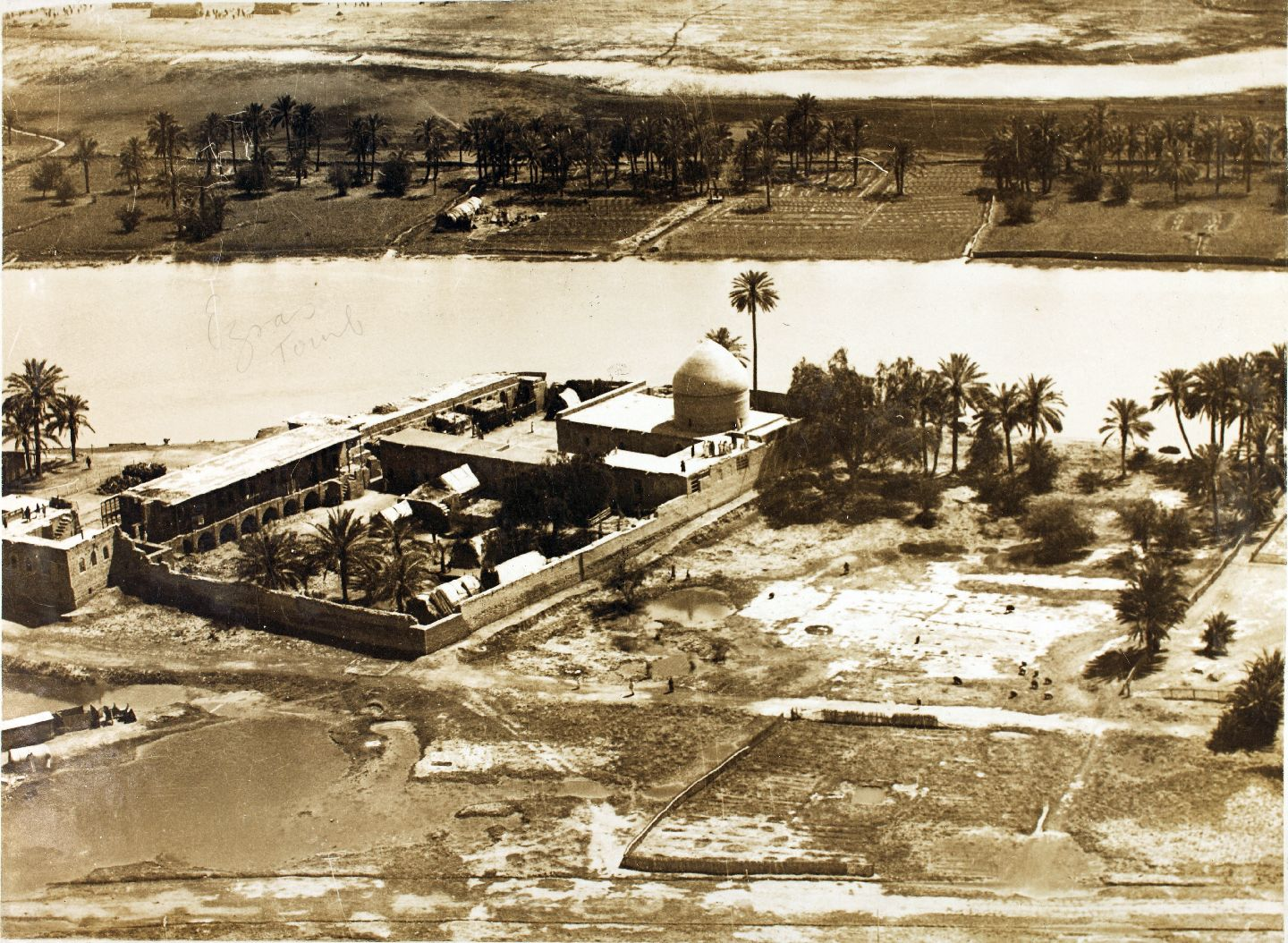
ضريح العزير في العمارة عام 1924

## طالع أيضًا
- ثورة العشرين
- تاريخ العمارة
- مساجد ميسان
- مرقد السيد علي الزكي
- جسر العمارة المعلق